# 아랑 (영화)
"아랑"(영어: Arang)은 2006년 6월 28일 개봉한 대한민국의 영화이다. 전국관객 112만의 흥행성적을 기록하며, 그해 개봉한 공포영화중 흥행 1위를 차지하며 가장 선전하였다. 이동욱은 이영화에서 다소 덤벙대고 어리숙하지만 강인한 내면을 지닌 신참 형사 현기 역을 맡으며 스크린 데뷔를 하였다. 영화 초반 김옥빈이 특별 출연하였다. 가제는 '나를 잊지 말아요'였다. 부산국제영화제의 아시안필름마켓 2006에서 태국과 대만, 일본, 독일 4개국에 선판매되기도 했다.
경남 밀양 지방에 전해 온다는 아랑전설을 모티브로 하였다.

## 캐스팅
- 송윤아 - 고참 여형사 소영 역
- 이동욱 - 신참 형사 현기 역
- 이종수 - 동민 역
- 김해인 - 민정 역
- 정원중 - 김반장 역
- 이승철 - 조소장 역
- 추소영 - 동민의 아내, 수빈 역
- 송채윤 - 어린 소영 역
- 임주환 - 어린 현기 역
- 전준홍 - 정호 역
- 주상욱 - 재혁 역
- 이승주 - 지철 역
- 방정식 - 박 형사 역
- 백민현 - 준호 역
- 김예서 - 민정 딸 역
- 최정우 - 부검의 역
- 김정헌 - 형사 1 역
- 손진호 - 감식반 1 역
- 이장훈 - 감식반 2 역
- 이도련 - 신부 역
- 최민금 - 정호집 주민 역
- 유인나 - 호텔녀 역[5]
- 김옥빈 - 도입부 여고생 역(특별출연)
- 이태원 - 심리 치료사 역(특별출연)
- 임승대 (특별출연)
- 채윤서 (특별출연)

## 같이 보기
- 아랑전설 (설화)